# О5
«О5» — второй официальный альбом группы 5'nizza.

## Музыка и тексты песен
По мнению Александра Мурзакова из сайта «Звуки.ру» «О5» получился более разнообразным стилистически, чем предыдущий альбом группы: на нём присутствуют регги, босса-нова, «в меру традиционных частушечных скороговорок и бездна любовно-сентиментального настроения». Андрей Никитин из Rap.ru говорил, что правильно описать стиль группы очень сложно, так как ни к рэпу, ни к акустическому регги их песни отнести нельзя и в этом альбоме 5'nizza не пожелали «становиться чьим-то флагом, символом, эмблемой», а захотели  «творить музыку, такую же волшебную, как на дебютном диске». Творческая концепция дуэта описывалась, как «причитания и вопли в стиле реггей, с примесью джаза и авторской песни. Два голоса, акустическая гитара, все остальные инструменты имитируются голосами так, что не отличить». В февральском номере журнала Fuzz за 2005 год вышло интервью с участниками группы, которые рассказали о значении каждой из песен в альбоме.
Открывающая альбом «Луна, успокой меня» — это переработка песни Бориса Гребенщикова. Участники группы говорили, что идея её записи появилась после того, как им предложили записать кавер-версию композиции для трибьюта музыканту. Андрей Запорожец рассказывал: «Началось всё с того, что мы услышали альбом Бориса Борисовича Гребенщикова, и эта песня меня очень тронула, вплоть до мурашек по коже. И через некоторое время у нас родилась песня с другим текстом, но с этой мелодией. Припевы мы придумали сами, а куплеты оставили. Мне нравятся в этой песне тексты — они очень глубокие. И так получилось, что эти две песни срослись». Впоследствии кавер-версия песни Гребенщикова не была включена в трибьют, но коллектив получил разрешение на использование композиции «Луна, успокой меня», которая была включена в альбом. У критиков песня получила неоднозначную оценку. Борис Барабанов назвал её провальной. Другие журналисты описывали её, как «своеобразный недо-кавер».
В названии песни «Огонь и я» группа использовала аллюзию на слово агония. Сергей Бабкин говорил, что «у этой песни двойственное название. Мы пишем „Огонь И Я“, а слышится ещё „Агония“». Андрей Запорожец объяснял, что в тексте композиции содержится много медицинских терминов, так как в ней отражены его впечатления от учёбы в медицинском институте, но в целом идея песни была в том, чтобы передать «настроение, драйв, эмоции».
«Немае Куль» описывалась критиками, как «печальный украино-французский романс». Текст песни говорит о войне, а название переводится с украинского, как «Нет Пуль». Андрей Запорожец упоминал, что песня была написана под впечатлениями от революции на Украине и его опасениями по поводу начала гражданской войны. Название песни он интерпретировал, как желание того, чтобы не было пуль, поскольку без них никто не будет умирать: «она очень лиричная. А вокруг все горит, война, нет патронов, нет пуль, чтобы стрелять. Мы не те люди, которые будут стрелять. Вот об этом песня». Сергей Бабкин добавлял, что в песне заложен и дополнительный смысл. По его мнению, строчка «Немае куль комбат» означала, что нет сил идти дальше: «Нет пуль, чтобы стрелять, это нет слов, чтобы сказать, нет сил, чтобы идти… …Внутренняя война. Война в самом себе».
Андрей Гончаров из Music.com.ua отмечал, что в песне «Морячок» группа соединила «нарезки» из композиций Леонида Утёсова и Юрия Антонова, но посчитал, что звучит это «совершенно по-„пятничному“. Как будто „так и було“». Музыканты говорили, что песня не несёт какого-то серьёзного посыла и описывали её, как развлекательную. При написании текста группа отталкивалась от фразы «Морячок, где морячок — мама, не горюй!», которую они процитировали и Сергей говорил на этот счёт: «Мы часто используем фразы и цитаты откуда-то, и привыкли это делать совершенно безнаказанно. А сейчас нам это уже не сходит с рук».
«It’s over now» описывалась, как акустический гранж, в котором 5'nizza соединили речитатив в духе Cypress Hill и «цепкий текст в духе» «Касты». Андрей Запорожец рассказывал, что эта композиция написана, как протест против того, чтобы люди лгали друг другу. Основная идея песни заключалась в том, чтобы передать чувство десоциализации: «Она о том, что люди не чутки друг к другу, слишком много вокруг людей, а рядом никого нет. Люди готовы общаться с тобой, когда ты улыбаешься, но если тебе плохо, от тебя все отворачиваются», — отмечал Запорожец. Борис Барабанов описывал текст песни, как «свежий и земной» и приводил строчки из композиции:
Долгое чувство.
Чувства долго лгали.
Нас хотели догнать, хотя мы никуда не убегали.
Про ванильные дали в бетонных норах.
Разговоры ни о чём — к нам никто не придёт с мечом.

## Реакция критики
| Оценки критиков     | Оценки критиков |
| Источник            | Оценка          |
| ------------------- | --------------- |
| Music.com.ua        | (8/10)          |
| NewsMusic.ru        | (отрицательная) |
| Rap.ru              | (смешанная)     |
| RS Russia           | [ 9 ]           |
| Westsib.ru          | (положительная) |
| Дети Ра             | (положительная) |
| Звуки.ру            | (положительная) |
| Коммерсантъ-Weekend | (положительная) |
| Новые Известия      | (положительная) |
| Огонёк              | (смешанная)     |

Альбом получил в целом положительные отзывы от музыкальных критиков. Борис Барабанов из газеты «Коммерсантъ» отмечая, что 5'nizza выпускали данный диск в статусе «абсолютных звёзд клубных пространств СНГ», писал, что для расширения аудитории группе было необходимо расширять стилистические рамки своих песен. Автор посчитал, что в этом ключе наиболее интересна необычная для коллектива композиция «Новый день». Так же журналист положительно отозвался о песнях «It’s over now», «Ты такая» и «Натяни…». Александр Мурзаков из сайта «Звуки.ру» дал положительную рецензию и писал: «Скромные гении своего дела Бабкин и Запорожец продолжают талантливо делать свою работу на пять баллов, но теперь, вероятно, лишь для своих настоящих фанатов… которых, к счастью, осталось не так уж и мало. Приобретут ли они с этим альбомом новых поклонников — вопрос спорный». Александр Арляпов из Westsib.ru так же положительно отозвался о работе, написав, что диск оказался не хуже дебютного альбома группы. «Харьковским самородкам удалось-таки избежать так называемого „синдрома второго альбома“ — их новое и, без сомнения, долгожданное, творение отнюдь не меркнет на фоне дебютного. Диск, название которого произносится как „О-пять“, оказался весьма динамичным, энергетичным и ничуть не менее позитивным», — писал журналист. Константин Баканов из газеты «Новые Известия» писал о 5'nizza, как о «БГ XXI века»: «При этом можно найти немало плюсов по сравнению с ранним БГ. К примеру, солнца и позитива в их песнях явно больше, но и философия присутствует, её нужно просто услышать». Валентина Бурула из журнала «Дети Ра» поставила альбому положительную оценку, основанную не его развлекательной ценности. Андрей Гончаров из Music.com.ua дал альбому высокий балл (8 из 10). По его мнению, в альбоме группа смогла развить лучшее, что было на их дебютной работе: «Чувствуется, что после выхода дебютника парни времени зря не теряли и основательно набили руку в клоунаде, коллажировании и умении конвертировать всем известные звуки в свои собственные».
Андрей Никитин из Rap.ru дал «О5» смешанную оценку. Автор отмечал: с одной стороны, музыка группы была всё ещё способна вызывать сильные эмоции, но, с другой стороны, — во втором альбоме не было предложено ничего нового. «Вопрос — долго ли можно существовать группе, записывая альбомы, неотличимые от успешного дебюта? Ведь всё, что есть на „05“, включая неизбежное заклинание духа Боба Марли, мы уже слышали раньше. Но задаваться им следует где-нибудь ближе к третьей пластинке. А пока успешная формула работает — шоу должно продолжаться. 5'nizza звучит, и акустическая печаль ядовитыми стрелами ранит растревоженные весной юные сердца», — писал автор. Вера Мартинсон из «Огонька» так же писала, что в альбоме не хватает смены настроений и хотя диск оказался интересным, воспринимался он уже без энтузиазма. К положительным сторонам пластинки она относила самый «афроамериканский» вокал на территории бывшего СССР и «свежие тексты, изобилующие каламбурами».
Негативную оценку альбом получил на сайте NewsMusic.ru. Сергей Шуба писал, что «новый альбом „Пятницы“ иначе как разочарованием и не назовешь. Слушаешь: вроде все хорошо, стильно, но в то же время безнадежно скучно».

## Список композиций
1. Луна, успокой меня (2:47)
2. Огонь и Я (2:46)
3. Немає Куль (2:49)
4. Морячок (3:33)
5. It’s over now (3:12)
6. Половина меня (4:22)
7. Новый день (4:34)
8. Нету дома, нету флага (2:49)
9. Оно (2:57)
10. Мы одно (3:13)
11. Это тебе (4:25)
12. Ты такая (3:18)
13. Натяни … (2:57)
14. Жёлтая (4:58)
15. Солнце (4:06)
16. Эй, где ты? (2:45)

## Дополнительные факты
- Песня «Солнце» была написана Саном и фьюжн-группой «Lюк» ещё в 2004 году. В альбоме присутствует акустическая версия этой песни, музыку играет Сергей Бабкин.
- Песня «Луна, успокой меня» была написана Борисом Гребенщиковым и исполнена группой «5’Nizza» в качестве трибьюта группе «Аквариум».